# I Should Have Known Better
«I Should Have Known Better» (с англ. — «Мне следовало бы знать лучше») — песня английской рок-группы The Beatles, написанная Джоном Ленноном. Песня вошла в саундтрек к фильму «Вечер трудного дня», а также в одноимённый студийный альбом A Hard Day’s Night. Песня входила в репертуар концертов группы в 1964 году.
Оркестровая версия песни, записанная под управлением Джорджа Мартина, появляется на «A»-стороне американской версии альбома.

## О создании песни
В январе 1964 года, во время трёхнедельных гастролей в Театре Олимпии в Париже, The Beatles впервые встретились с известным американским певцом и поэтом-песенником Бобом Диланом. После приобретения копии одного из альбомов Дилана, The Freewheelin' Bob Dylan, музыканты стали часто исполнять песни с этой пластинки. Американский журналист Эл Ароновиц представил «The Beatles» Дилану во время их визита в Нью-Йорк в феврале 1964 года. Дилан оказал большое влияние на творчество британских музыкантов, и в частности на Джона Леннона. Леннон даже начал подражать Гекльберри Финну, нося кепку известного литературного героя, которого упоминал в своём творчестве Дилан. Одним из плодов этого «безумного увлечения» музыкой Дилана (как его назвал британский музыкальный критик Иэн Макдоналд) была песня «I Should Have Known Better». Пол Маккартни рассказывал, что у песен Дилана были «великолепные тексты», а Леннон неоднократно отмечал, что музыка Дилана вдохновила его на написание более значимых текстов.

## Запись
Первая запись песни состоялась 25 февраля 1964 года на студии EMI Recording Studios. Были записаны три версии песни, но только последняя была официально выпущена. Во время второй записи песни сессия была прервана из-за того, что Леннон впадал в истерику во время игры на гармонике. Песня была перезаписана на следующий день, после того как были сделаны некоторые изменения в аранжировке композиции.
Середина песни, состоящая из шестнадцати тактов, показывает совершенно новое звучание гитары Rickenbacker 360/12 Джорджа Харрисона.

## Выпуск

### Великобритания
В Великобритании «I Should Have Known Better» вошла в трек-лист альбома A Hard Day’s Night, выпущенный 10 июля 1964 года. В те годы песня не была выпущена в формате сингла, и лишь в 1976 году песня была выпущена синглом (как «Б»-сторона сингла «Yesterday»).

### США
В США выпуск «I Should Have Known Better» состоялся 13 июля 1964 года (как «Б»-сторона сингла «A Hard Day’s Night»). В части контракта на фильм United Artists Records приобретали права на альбом, поставляемый на американский рынок. Компания выпустила альбом-саундтрек к фильму 26 июня 1964 года с восемью песнями The Beatles и четырьмя инструментальными темами. «I Should Have Known Better» была исполнена в одном из первых эпизодов фильма и вошла в альбом-саундтрек с одноимённым названием. Спустя месяц «Capitol Records» выпустили альбом-компиляцию Something New, включив часть песен из британской версии A Hard Day’s Night, которые не были использованы в фильме.
Песня «I Should Have Known Better» позже вошла в известную альбом-компиляцию Hey Jude, выпущенную спустя пять лет после выпуска песни.

### Континентальная Европа
«I Should Have Known Better» была выпущена в формате сингла во многих континентальных европейских странах, включая Западную Германию, где достигла 6-й позиции, и Норвегию, где достигла 1-й позиции.

## В фильме «Вечер трудного дня»
Песня звучит в сцене в купе поезда. Сцена в действительности снималась в микроавтобусе, а чтобы создавалось впечатление идущего поезда, члены съёмочной группы раскачивали его.

## Оценки
В своём путеводителе по песням The Beatles Джон Робертсон отметил, что «песня была выстроена на простейшей гармонии двух гитарных аккордов с добавлением губной гармоники, но в ней был задор, коснувшийся всего, что The Beatles записывали той пьянящей весной 1964 года».
Сам Леннон относил своё творение к заурядным песням без какого-либо смысла.

## Состав участников записи
- Джон Леннон — вокал, акустическая ритм-гитара, гармоника
- Пол Маккартни — бас-гитара
- Джордж Харрисон — 12-струнная гитара
- Ринго Старр — барабаны

## Кавер-версии
- Песня была исполнена на «Позднем шоу с Дэвидом Леттерменом» в 1996 году, когда среди приглашённых гостей программы был Ринго Старр.
- В 1965 году группа The Beach Boys записали кавер-версию песни.
- The Skatalites сделал запись инструментальной версии под названием «Independence Anniversary Ska».
- Группа She & Him записали кавер-версию песни для их дебютного альбома 2008 года — Volume One в дуэте с М. Вардом и Зоуи Дешанель.
- The Punkles записали кавер-версию песни для своего первого музыкального альбома.
- Фил Очс записал кавер-версию песни в сотрудничестве с Эриком Андерсеном во время концерта в Гринвич-Виллидже в 1964 году; «живую» версию песни можно услышать в альбоме Фила Очса — The Broadside Tapes 1.
- В 7 сезоне популярного телешоу American Idol эту песню исполняет Рэмиэль Мэлубей